# عميد (سياسة)
يشتمل مصطلح العمداء والعمادة في السياسة والإدارة على ما يلي:

## الرومان
Rector provinciae هو المصطلح اللاتيني العام المستخدم للإشارة إلى المحافظ الروماني للمقاطعات الرومانية، وهذا الاسم معروف من بعد عصر سيوتونيوس، وهو مصطلح قانوني على وجه الخصوص (حيث استخدم في مخطوطات الأباطرة ثيودوسيوس الأول وجستنيان الأول) بعد الحكم الرباعي للإمبراطور ديوكلتيانوس (عندما أصبحت تحت السلطة الإدارية للإيقار «كاهن» الأبرشية وتلك الواقعة تحت سيطرة محافظ بريتوريا)، بغض النظر عن المسميات المحددة لهم (حيث كانت لهم درجات مختلفة، مثل القنصل والمصحح والرئيس والمحافظ المعين).

## راغوزا
هناك استخدام مشابه متعلق بالحكم أو للإشارة إلى رئيس القضاة في جمهورية راغوزا (حاليًا، دوبروفنيك، بكرواتيا)، التي كان يحكمها عميد (كانت تستخدم كذلك بالشكل الإيطالي Rettore وكانت الكلمة السلافية المكافئة لها هي نياز):
- في الفترة بين 1358 إلى 1808، أثناء استقلال جمهورية راغوزا وبعد عامين من احتلالها على يد فرنسا النابوليونية في عام 1806.
- عميد آخر، بين الثامن عشر والتاسع والعشرين من يناير 1814، كان الكاونت سابو دورديفيتش (سافينو دي جيورجي)، آخر من احتل هذه الوظيفة، أثناء فترة التحرر القصيرة للجمهورية، قبل أن يتم احتلالها من قبل القوات الأسترالية.

وكان مقر العميد في قصر العميد، في دوبروفنيك.

## فيومي
Primo Rettore، في الفترة بين الثامن من سبتمبر 1920 وحتى التاسع والعشرين من ديسمبر 1920، كان هو اللقب الذي حصل عليه جابرييل دو أنونزيو عندما قام بعمل مجلس وصاية كرنارو الإيطالي.

## وصلات خارجية
- WorldStatesmen: Croatia-Ragusa
- WorldStatesmen: UK